# 博布沃德鎮區 (阿肯色州克里坦登縣)
博布沃德鎮區（英語：Bob Ward Township）是位於美國阿肯色州克里坦登縣的一個行政鎮區。

## 地方資料
博布沃德鎮區的面積為173.09平方千米，當中陸地面積為172.73平方千米，而水域面積為0.36平方千米。根據2010年美國人口普查的數據，當地共有人口982人，而人口密度為每平方千米5.67人。